# Reiner Klimke
Reiner Klimke (ur. 14 stycznia 1936 w Münster, zm. 17 sierpnia 1999 tamże) – niemiecki jeździec sportowy, wielokrotny medalista olimpijski. Ojciec Ingrid Klimke.
Sukcesy odnosił w ujeżdżeniu, choć startował także we Wszechstronnym Konkursie Konia Wierzchowego. Na igrzyskach debiutował w 1960 (WKKW). Cztery lata później wywalczył swój pierwszy złoty medal olimpijski. Największy sukces w odniósł w 1984 w Los Angeles, kiedy to zwyciężył w obu konkurencjach. Indywidualnie dwukrotnie był także brązowym medalistą IO, a w drużynie zdobył pięć złotych medali. Sześciokrotnie był mistrzem świata, z tego dwa razy indywidualnie (1974 i 1982). 
Zmarł na zawał serca.
Tokio 1964
- konkurs drużynowy (na koniu Dux) - złoto

Meksyk 1968
- konkurs drużynowy (Dux) - złoto
- konkurs indywidualny (Dux) - brąz

Montreal 1976
- konkurs drużynowy (Mehmed) - złoto
- konkurs indywidualny (Mehmed) - brąz

Los Angeles 1984
- konkurs indywidualny i drużynowy (Ahlerich) - złoto

Seul 1988
- konkurs drużynowy (Ahlerich) - złoto